# Portret kobiety (obraz Rafaela)
Portret kobiety (zwany La Velata) – obraz włoskiego malarza i architekta Rafaela Santiego. Data powstania obrazu jest przedmiotem sporów, w źródłach pojawiają się daty: 1513 ok. 1515 roku oraz 1516. Znajduje się w zbiorach Palazzo Pitti we Florencji.
Przedstawiona na obrazie kobieta ufnym wzrokiem kieruje wzrok w stronę widza. Prawą dłonią przytrzymuje kaftan sukni. Włosy kobiety są przykryte welonem. Suknia kobiety stanowi dowód jej wysokiej pozycji społecznej.
Początkowo obraz znajdował się w zbiorach domu kupca florenckiego Mattea Bottiego z Cremony. Później dzieło trafiło do kolekcji Kosmy II Medyceusza.
Również tożsamość kobiety jest do dziś podawana w wątpliwość. Najprawdopodobniej do obrazu pozowała Margherita, która pozostała do obrazu La Fornarina. Kobieta podczas pobytu mistrza w Rzymie była kochanką malarza. Historyk sztuki Monica Girardi stwierdziła, że La Velata przedstawia inną kobietę, w której Rafael był zakochany. 